# گونتر ام. زیگلر
گونتر ام. زیگلر (انگلیسی: Günter M. Ziegler؛ زادهٔ ۱۹ مهٔ ۱۹۶۳) دانشمند در زمینه ریاضیات اهل آلمان است.
همچنین برندهٔ جوایزی همچون جایزه لروی استیل شده‌است.